# Vollenbrok
Vollenbrok ist ein Ortsteil der Gemeinde Wettringen im nordrhein-westfälischen Kreis Steinfurt. 
Der Ort liegt nördlich des Kernortes Wettringen. Westlich fließt die Vechte, östlich verläuft die Landesstraße L 567 und fließt die Steinfurter Aa. 

## Sehenswürdigkeiten
In der Liste der Baudenkmäler in Wettringen (Münsterland) ist für Vollenbrok seit dem Jahr 1989 ein Wegekreuz als Baudenkmal eingetragen (Vollenbrok 17).